# نيكول برات
نيكول برات (بالإنجليزية: Nicole Pratt)‏ مواليد 5 مارس 1973 في كوينزلاند، أستراليا، هي لاعبة كرة مضرب أسترالية سابقة بدأت مسيرتها كمحترفة سنة 1989 وكانت تلعب باليد اليمنى، اعتزلت اللعب في 2008. كما أنها إحدى بطلات الجراند سلام. أعلى تصنيف لها في الفردي كان المركز الـ 35 في سنة 2002. سبق أن شاركت في دورة الألعاب الأولمبية الصيفية.

## بطولات حققتها
- دورة رولان غاروس الدولية
- بطولة أستراليا المفتوحة للتنس
- بطولة أمريكا المفتوحة للتنس

## وصلات خارجية
- نيكول برات على موقع رابطة محترفات التنس (الإنجليزية)
- نيكول برات على موقع الاتحاد الدولي لكرة المضرب (الإنجليزية)
- نيكول برات على موقع كأس بيلي جين كينغ (الإنجليزية)
- نيكول برات على موقع اتحاد التنس الأسترالي (الإنجليزية)
- نيكول برات على موقع خلاصة التنس.كوم (الإنجليزية)
- نيكول برات على موقع إي إس بي إن.كوم (الإنجليزية)
- نيكول برات على موقع أوليمبيديا (الإنجليزية)
- نيكول برات على موقع اللجنة الأولمبية الأسترالية (الإنجليزية)

- الموقع الرسمي